# Eusterinx anthracina
Eusterinx anthracina är en stekelart som beskrevs av Dasch 1992. Eusterinx anthracina ingår i släktet Eusterinx och familjen brokparasitsteklar. Inga underarter finns listade i Catalogue of Life.